# SimCity (серия игр)
SimCity — серия компьютерных игр в жанре градостроительный симулятор, разработанная Уиллом Райтом и компанией Maxis. Одна из самых успешных франшиз в истории компании Maxis, уступающей лишь серии The Sims. Расцвет серий пришёлся на 90-е годы, однако выпуск новых игр стал сопровождаться новыми неудачами.
Все игры серии SimCity представляют собой градостроительную песочницу, главная цель игрока заключается в создании и развитии виртуального города, развитии промышленных и коммерческих секторов, повышении уровни жизни, борьбе с болезнями и преступностью, создании рекреационных зон, борьбе с пробками, стихиями, кризисами и так далее. Игра теоретически может идти вечно и не имеет конца.

## Simcity Classic (1989)
SimCity, также известна, как Micropolis или SimCity Classic — первый градостроительный симулятор. Игра была разработана Уиллом Райтом и выпущена для ряда платформ преимущественно в 1989-1991-х годах. SimCity выполнена в двухмерной графике, обзор города происходит «сверху». Суть игрового процесса сводится к созданию города, развитию жилых и промышленных зон, строительству инфраструктуры и сбору налогов для дальнейшего развития города. В игре, как и в реальном мире, важно повышать уровень жизни населения и поддерживать баланс между разными секторами, в противном случае населённый пункт может прийти в упадок и даже обанкротиться.
Несмотря на то, что релиз игры состоялся в 1989 году, симулятор был разработан в 1985 году, когда Уилл Райт только начинал свою карьеру в качестве независимого разработчика, то есть ещё до образования студии Maxis. Однако в течение четырёх лет игровые издатели отказывались выпускать проект из-за боязни провала продаж, так как в игре отсутствовали какие-либо элементы аркады или экшена, которые господствовали на рынке компьютерных игр в 1980-е годы. В конце концов на распространение игры согласилась компания Brøderbund. Хотя поначалу SimCity продавалась плохо, но после положительных отзывов от игровой прессы продажи симулятора выросли. Получив статус «бестселлера», симулятор был выпущен на множество других платформ. Самой популярной из них оказалась версия для игровой приставки SNES, изданная в 1991 году, в которой при соучастии компании Nintendo был значительно улучшен игровой процесс.
После выпуска, было продано 300 000 копий SimCity для компьютеров и почти 2 миллиона экземпляров игры для игровой приставки SNES.

## SimCity 2000 (1993)
Вторая игра серии SimCity, Симулятор был выпущен 1 июля 1993 года для персональных компьютеров, после чего в течение нескольких лет выходил на нескольких игровых приставкахː Sega Saturn и SNES в 1995 году, Playstation в 1996 году и других.
Игра выполнена в изометрической графике, в отличие от первой части, где обзор происходит «сверху». Суть игрового процесса сводится к созданию города, развитию жилых и промышленных зон, строительству инфраструктуры и сбору налогов для дальнейшего развития города. В игре, как и в реальном мире, важно повышать уровень жизни населения, поддерживать баланс между разными секторами и следить за экологической обстановкой региона, в противном случае населённый пункт может прийти в упадок и даже обанкротиться.
Несмотря на то, что первооткрывателем жанра является SimCity Classic, именно SimCity 2000 стала классическим образцом всех последующих независимых градостроительных симуляторов, выпускающихся в течение следующего десятилетия. По примерным данным всего было продано 4,23 миллиона копий симулятора преимущественно в США, Европе и Японии. По подобию SimCity 2000 независимыми компаниями было создано множество симуляторов.

## SimCity 3000 (1999)
Третья часть серии SimCity, выпущенная 24 января 1999 года на Windows, Macintosh, и, по договоренности с Loki Games, на Linux. Игра представлена изометрический графикой, но которая стала более детальной по сравнению с SimCity 2000, также стало доступно больше городских служб. Изначально игру планировалось сделать полностью в трёхмерной графике, 3d версия была даже представлена на выставке E3 в 1997 году, однако впоследствии разработчики пришли к консенсусу, что создание трёхмерной приемлемой игры было невозможно из-за недостаточного бюджета и недостатка опыта, и что релиз игры мог бы стать сильнейшим ударом по франшизе SimCity.
В 2000 году игра была также выпущена под разными именами в разных регионах, такие как SimCity 3000 Unlimited (в Северной Америке), SimCity 3000 Deutschland (Германия), SimCity 3000 World Edition (другие страны) и SimCity 3000 UK Edition (Великобритания и Ирландия) и другие.

## SimCity 4 (2003)
Четвёртый градостроительный симулятор, вышедший 14 января 2003 года. Графика, как и в предыдущих сериях игр изометрическая.
Игра позволяет игрокам использовать терраформирование для создания более удобной площадки для строительства или для создания красивого и уникального ландшафта. Игроки могут разделить участки земли города на особые зоны: жилые, коммерческие, промышленные, а также создавать и поддерживать социальное обеспечение, транспорт, коммунальные услуги. Для того, чтобы город успешно развивался, игроки должны управлять финансами, следить за окружающей средой, поддерживать необходимое качество жизни для его жителей. В SimCity 4 появилась смена дня и ночи и другие спецэффекты, которых не было в предыдущих играх серии SimCity. Также есть внешние инструменты, позволяющие изменять здания.
SimCity 4 хорошо оценили за то, что в игре используется 3D-движок и получила широкое признание, была удостоена нескольких наград и признана одной из хорошо продаваемых игр для PC в 2003 году. Несмотря на это в геймплее время от времени появлялись баги и ошибки, например невозможность связать шоссе или построить общественный транспорт. В версии игры для Mac присутствует гораздо больше багов, создающих постоянный риск вылета игры.

## SimCity Societies (2007)
Пятая игра серии градостроительных симуляторов, хотя была разработана независимой компанией Tilted Mill Entertainment, поэтому данную игру можно условно относить к основной франшизе. Выход игры состоялся 13 ноября 2007.
В «SimCity Город с характером» предлагается тщательное планирование, а также имеется значительный простор для творчества. Данная игра отличается от предыдущих игр серии — в ней имеется возможность не только возвести город, но и сформировать в нём определённое «общественное устройство». Тип социума определяется различными видами социальной энергии, комбинируя которые игрок может создать уникальный город. В предыдущих играх серии основной акцент ставился на развитие городской инфраструктуры и возведение сооружений. В SimCity Societies главное — это создать жизнеспособное общество, которое будет отражать индивидуальный подход игрока к управлению городом. Тем не менее, планирование территории и управление ресурсами остаются важными элементами развития городской среды.

## SimCity (2013)
Шестая игра серии SimCity, вышла 5 марта 2013 года в США и 7 марта в России.
Игра была разработана с применением движка Glassbox, где правилам симуляции подчиняются отдельные объекты.
Релиз сопровождался громким скандалом, связанным со встроенной системой защиты DRM, требующей постоянного подключения к сети, однако сервера компании EA Games, которые она подготовила в малом количестве, не смогли справиться с потоком информации, что в результате не давало возможности многим игрокам играть в симулятор и по несколько часов ждать «своей очереди», чтобы подключиться к серверу и запустить игру. А если же игроку удавалось запустить симулятор, он сталкивался с многочисленными ошибками и внезапными вылетами из сети из-за ошибки сервера и впоследствии потерей сохранённых данных. Это в свою очередь закончилось массовыми недовольствами, требованием части покупателей денежного возврата за «нерабочий продукт» и петицией в Белый Дом, требующей отменить DRM в SimCity, так как компания объявила, что не собирается возвращать деньги за продукт. Однако разработчики быстро решили основные проблемы путём исправления ошибок обновлениями и подключением дополнительных серверов.
Несмотря на серверный скандал, игра быстро вошла в списки игр-бестселлеров, за полгода было продано 2 миллиона её копий.

## SimCity BuildIt (2014)
Седьмая игра серии SimCity, вышла в 2014 году для мобильных устройств под управлением Android и IOS.
SimCity BuildIt является самым первым градостроительным симулятором для мобильных устройств, выполненным полностью в трёхмерной графике, где игрок может поворачивать и масштабировать картинку. По словам разработчиков, игра унаследовала множество особенностей и дизайн компьютерной игры SimCity, но в то же время геймплей кардинально отличается и приспособлен для мобильных устройств.
Получила улучшение графики в 2020 году с применением отражений в воде и погодных условий.
Помимо самого процесса строительства города присутствует система общения через «клуб мэров», соревновательный режим «конкурс мэров», «война».

## Наследие
Игры серии SimCity вдохновили многих будущих градостроителей, транспортных чиновников и представителей местных органов власти, которые познакомились с играми серии в юности и решили связать свою жизнь с карьерами, связанными с урбанизмом и городским планированием. Игры серии использовались в образовательных целях в школах и колледжах для симуляции городского планирования.
Хотя до 1989 года было выпущено несколько игр, связанных так или иначе с градостроительством, именно SimCity заложила симулятор градостроения, как полноценный жанр, по образу которой в будущем создавались другие градостроительные симуляторы, например Cities: Skylines (2015). Оригинальная SimCity считалась в своё время революционной, так как в ней отсутствовала чёткая цель и стремление к победе в отличие от других игр. Она в том числе способствовала созданию концепции программной игрушки. Успеху SimCity обязаны в том числе другие будущие игры от Maxis, в том числе знаменитая франшиза The Sims.